# 大塚山公園
大塚山公園（おおつかやまこうえん）は東京都八王子市鑓水にある公園である。かつての絹の道（神奈川往還）の中継地点であった。

## 概要
八王子市鑓水の北端に位置する。標高は213.4m。公園内には、1875年に建てられた永泉寺の別院であった道了堂の跡地がある（詳しくは道了堂跡を参照）。1963年にこのお堂を管理していた老婆が殺害される事件が起きてからはお堂は荒れ放題となり、1986年、八王子市によってお堂が取り壊され、1990年には大塚山公園として整備された。公園から絹の道を下ったところにある絹の道資料館も同時に整備・開館したものである。
公園内には道了堂跡をはじめ、石段や石灯籠などが残っている。また、公園の入り口には絹の道碑がある。なお、御殿橋から碑まで続く1.5km程の絹の道は市の史跡に、このうち絹の道資料館と碑の間にある約1kmの未舗装部分は文化庁の「歴史の道百選」に選定されている。
|  |  |

|  |  |

## 歴史
道了堂が建立されて間もない明治初期にはすでに景勝地として知られていた。1880年(明治13年)に内務省地理局によって編纂された地誌『皇国地誌』鑓水村の項には、大塚山について次のように記している。
「直立七十丈、亥二十一度に位す山上より四方を眺望すれば、一目の下に十二州を望むべし。その東南は、水煙渺茫の際に翠黛の笑眉を呈ずる如きものは、房総諸山なり。東北には常陸の筑波男体女体の山岳、相対して蒼然たり。北方には下野の日光、孤立して皐天に聳ふ。また西北には上野及び本州の諸峰連綿起伏し、その裏に纏々と常に噴火を吐くものは、信州の浅間岳なり。次に西南の諸山は児孫の如くその下に屏列す。南は大洋を望む。郷里の田舎は何処彼処にあり。多摩川、浅川等の水路は東北に盤屈するを見る。嗚呼、この観、百里山の勝地にして画工にもこれを如何する能はず真の絶景と謂ふて可なり。」

## 交通
所在地：東京都八王子市鑓水405-1
- JR八王子駅南口または京王線北野駅より京王バス・西武北野台行きに乗車、「北野台三丁目」バス停を下車して徒歩3分程。
- JR八王子駅南口より京王バス・片倉台または八王子みなみ野駅行きに乗車、「坂上」バス停を下車して徒歩10分程。
- 「絹の道資料館」より徒歩15分程（未舗装の山道である絹の道を約1km）。